# Dsungaripteroidea
Die Dsungaripteroidea sind eine Gruppe kleiner bis großer  Kurzschwanzflugsaurier die im Oberjura und in der Unterkreide weltweit vorkamen. 

## Merkmale
Die frühen, noch unspezialisierten Dsungaripteroidea waren klein bis mittelgroß und sind vor allem durch Germanodactylus aus dem Solnhofener Plattenkalk sowie einiger weiterer Funde aus Europa und Ostafrika bekannt.
Die späteren Dsungaripteroidea bilden ein Monophylum, die Familie Dsungaripteridae. Die Tiere hatten einen schnabelartigen, seitlich abgeflachten, spitzen, vorne zahnlosen und leicht aufwärts gebogenen Kiefer. Die Zähne im mittleren Kieferbereich waren spitz, kräftig und geeignet, hartschalige Beute zu zerbeißen. Wahrscheinlich ernährten sich die Tiere von Muscheln oder anderen Mollusken, die sie an den Felsen der Meeresküsten fanden. Schädel, Wirbel und Gliedmaßenknochen waren für die sonst eher zierlichen Flugsaurier ungewöhnlich kräftig gebaut. Die namensgebende Gattung der Gruppe, der chinesische Dsungaripterus war auch der größte Vertreter und erreichte eine Flügelspannweite von drei bis vier Meter.

## Innere Systematik
- Dsungaripteroidea
  - Germanodactylus
  - Herbstosaurus
  - Kepodactylus
  - Normannognathus
  - Tendaguripterus
  - Dsungaripteridae
    - Banguela[1]
    - Domeykodactylus
    - Dsungaripterus
    - Lonchognathosaurus
    - Noripterus
    - Phobetor